# Coenosia incisurata
Coenosia incisurata är en tvåvingeart som beskrevs av Wulp 1869. Coenosia incisurata ingår i släktet Coenosia och familjen husflugor. Inga underarter finns listade i Catalogue of Life.